# Comalco Place
La Comalco Place est un gratte-ciel de bureaux construit construit dans le Central Business District de Brisbane en Australie en 1983. Sa hauteur est de 134 mètres pour 35 étages. L'immeuble comporte 13 ascenseurs.